# Němý sluha

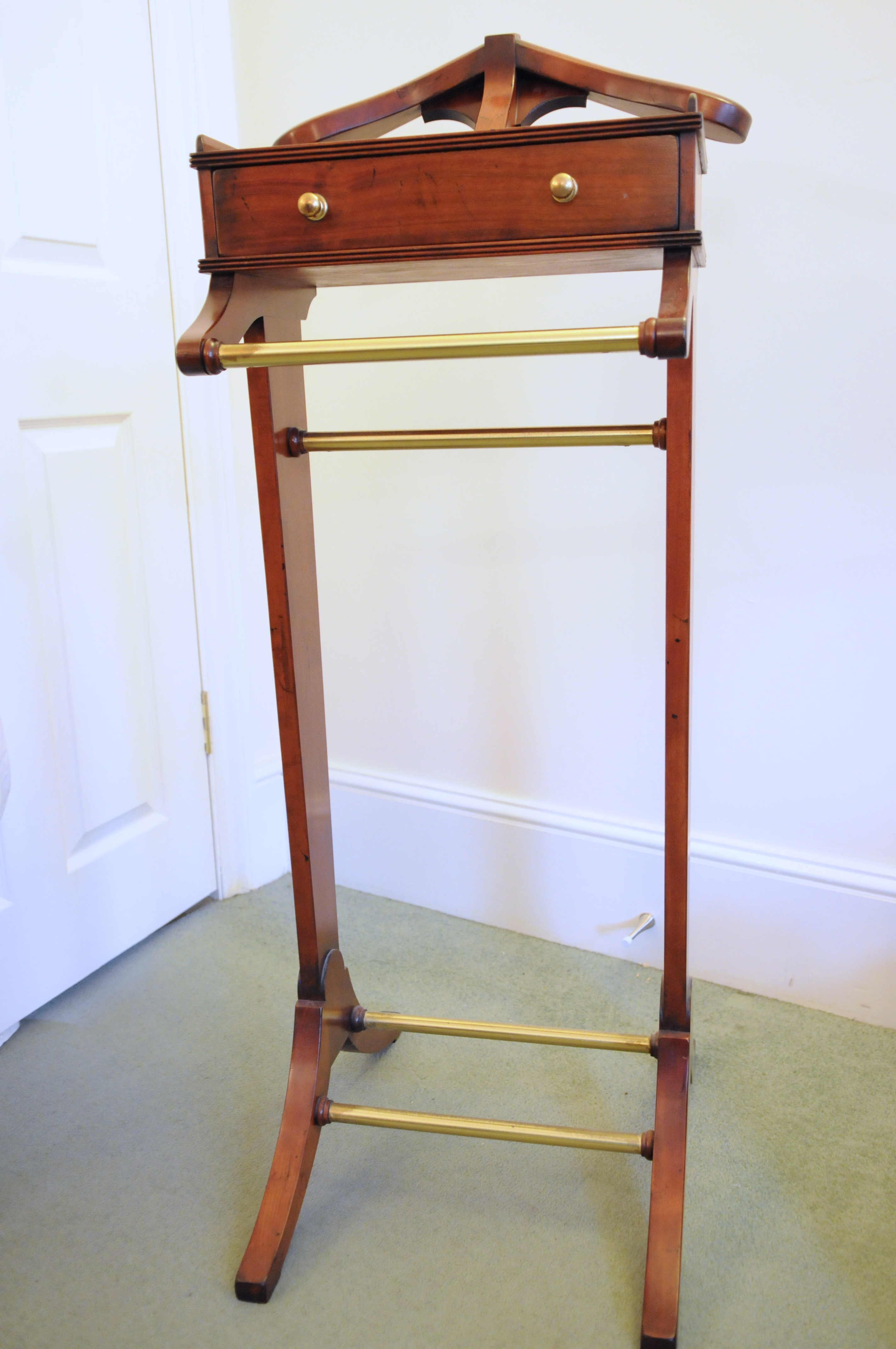
Němý sluha.

Němý sluha je dekorativní stojan či věšák na oblečení určený pro volné stání v interiéru pokojů, kde se jeho majitel převléká, nejčastěji v ložnici. Umožňuje pohodlně odložit na kratší dobu oblečení v domácnosti tak, aby se nezmuchlalo a zůstalo čisté a aby v pokoji nebyl nepořádek. Nejčastěji se vyrábí ze dřeva, kovu nebo jejich kombinace. Obvykle obsahuje minimálně ramínko na pověšení košile nebo i saka, druhé ramínko na kalhoty, často také příčku na menší oblečení jako kravaty a šátky.